# Philo Vance
Philo Vance è un personaggio immaginario, protagonista di dodici romanzi gialli scritti da S. S. Van Dine, pseudonimo di Willard Huntington Wright, e pubblicati negli anni venti e anni trenta. Nell'Introduzione a La strana morte del signor Benson, il primo dei romanzi, l'autore in realtà precisa che Philo Vance è un nome di fantasia usato per proteggere la vera identità del personaggio, anche se ormai costui si è trasferito in Italia: viene introdotto così un ulteriore livello di presunta riservatezza che dovrebbe garantire, nell'immaginazione narrativa, l'esistenza "storica" del protagonista.
A quell'epoca, il personaggio di Vance divenne estremamente popolare, venendo ripreso in libri, film e trasmissioni radiofoniche. È ritratto come un dandy molto attento alla moda, tanto da sembrare quasi vanesio, un bon vivant newyorkese in possesso di un'acuta intelligenza. I romanzi sono scritti sotto forma di resoconti dei fatti narrati dal suo amico Van Dine.

## Vance, l'uomo
Van Dine così descrive il personaggio di Vance nel primo dei romanzi, La strana morte del signor Benson:
(Van Dine, La strana morte del signor Benson)
Nello stesso romanzo Van Dine tratteggia anche l'aspetto fisico di Vance:
(Van Dine, La strana morte del signor Benson)
Nel romanzo Il caso della canarina assassinata, la seconda avventura, ambientata nel 1927, Van Dine dice che Vance "non ha ancora compiuto 35 anni". Prosegue dicendo "Il suo volto era snello e mobile, ma caratterizzato da un'espressione severa e sardonica che agiva come una barriera tra lui e i suoi simili."
Lo stesso carattere impenetrabile ed imperturbabile viene ribadito in un ritratto successivo:
(Van Dine, The Bishop Murder Case)
Vance era molto abile in varie attività: esperto schermidore, golfista con handicap tre, allevatore ed espositore di cani di razza, giocatore di polo di talento, magistrale giocatore di poker, abile periziatore di cavalli da corsa, esperto dell'arte di tirare con l'arco, appassionato ascoltatore di musica classica, buongustaio ed intenditore di cibi e bevande raffinate, valido scacchista e poliglotta. Era anche un esperto di ceramiche cinesi, di psicologia, della storia del crimine, dell'antico Egitto, dell'arte rinascimentale e di molti altri argomenti poco noti ed astrusi.
Van Dine spiega anche quale fosse la vera passione di Vance in ambito artistico:
(Van Dine, La strana morte del signor Benson)
Vance spesso porta il monocolo, veste in maniera impeccabile (di solito esce indossando guanti di camoscio) e il suo modo di parlare tende frequentemente a suonare piuttosto antiquato.
(La strana morte del signor Benson)
(Il caso della canarina assassinata)
(La fine dei Greene)
Era anche un forte fumatore e nel corso di tutte le storie continua ad accendere e fumare con piacere le sue sigarette di marca Regie.

### Il metodo
Vance integra l'attenzione agli indizi e il ragionamento deduttivo con l'indagine psicologica, di cui si serve per ricostruire la personalità del colpevole. Ne abbiamo un esempio nel romanzo La canarina assassinata, dove organizza una partita a poker per studiare la psicologia dei giocatori e indirizzare i sospetti verso una persona.

## I romanzi
I primi tre romanzi di Van Dine risultarono singolari per la letteratura gialla dell'epoca perché l'autore li aveva ideati come una trilogia e abbozzati e scritti in forma ridotta più o meno contemporaneamente. Solo dopo che furono accettati per la pubblicazione come serie dal celebre editore Maxwell Perkins Van Dine li ampliò, trasformandoli in romanzi di lunghezza tradizionale.
I titoli originali di tutti e dodici i romanzi seguono lo schema fisso The X Murder Case, dove "X" sta per una parola sempre di sei lettere, con l'eccezione di The Gracie Allen Murder Case, che però originariamente era solo The Gracie Murder Case e Gracie ha sei lettere.
Nonostante van Dine fosse uno dei più colti e cosmopoliti scrittori di gialli della sua epoca, nei suoi saggi respinse l'idea che questo tipo di narrazione potesse considerarsi come la letteratura "seria". Sostenne che un romanzo giallo dovrebbe essere soprattutto un rompicapo intellettuale che segue delle regole fisse e non divaghi troppo dal suo tema centrale. Seguì lui stesso le proprie raccomandazioni e alcuni critici ritengono che questo approccio alla scrittura stereotipato abbia reso i romanzi su Vance troppo artificiosi, facendoli apparire datati in un lasso di tempo relativamente breve.
Tutte le storie, tranne L'ultima avventura di Philo Vance, si svolgono principalmente nel distretto di Manhattan a New York. In alcune occasioni Vance e van Dine, di solito accompagnati da Markham e Heath, nel corso delle loro indagini si spostano brevemente nel Bronx, nella Contea di Westchester e nel New Jersey. In La fine dei Greene Vance racconta, dopo essere rientrato a New York, di essere andato in treno a New Orleans per raccogliere informazioni relative al caso.
L'ultima avventura di Philo Vance, l'ultima storia, è abbastanza diversa dalle precedenti undici perché è ambientata in un luogo lontano da New York, i monti Berkshire nel Massachusetts occidentale, e Vance e Van Dine sono affiancati da un gruppo di personaggi quasi completamente diverso dal solito: solo Markham fa una brevissima apparizione all'inizio del romanzo. Wright aveva appena finito di scrivere il romanzo quando, l'11 aprile 1939, morì improvvisamente a New York. In un'edizione italiana del romanzo viene spiegato nella prefazione che Van Dine aveva l'abitudine di stendere 3 versioni della storia: la prima era quella di base con le parti salienti, di circa 10.000 parole; seguiva una storia più ampia, di 30.000 parole all'incirca, in cui l'autore riempiva i suoi buchi narrativi per rendere il racconto completo; quella finale, che l'ultima storia non possiede per la scomparsa dell'autore, consisteva essenzialmente nella seconda limata e affinata per la pubblicazione.

## Opere
1. 1926: La strana morte del signor Benson (The Benson Murder Case)
2. 1927: La canarina assassinata (The Canary Murder Case)
3. 1928: La fine dei Greene (The Greene Murder Case)
4. 1929: L'enigma dell'alfiere (The Bishop Murder Case)
5. 1930: La dea della vendetta (The Scarab Murder Case)
6. 1933: La tragedia in casa Coe - Il caso del terrier scozzese (The Kennel Murder Case)
7. 1934: Il mistero del drago (The Dragon Murder Case)
8. 1934: Signori, il gioco è fatto - Il mistero del Casinò (The Casino Murder Case)
9. 1935: Il mistero di casa Garden (The Garden Murder Case)
10. 1936: Sequestro di persona (The Kidnap Murder Case)
11. 1938: Philo Vance e il caso Allen (The Gracie Allen Murder Case)
12. 1939: L'ultima avventura di Philo Vance (The Winter Murder Case)

## I personaggi fissi
La maggior parte dei romanzi si apre con l'elenco dei Personaggi del libro, come succedeva per le opere di Shakespeare.
Vance, Van Dine, John F.-X Markham, Ernest Heath, il Dr. Emanuel Doremus e Currie compaiono tutti in undici delle dodici storie; nella dodicesima, L'ultima avventura di Philo Vance sono presenti solo Vance e Van Dine con una breve apparizione di Markham proprio all'inizio.
- S.S. Van Dine: È l'Io narrante di tutti i romanzi. Amico e braccio destro di Philo Vance. Lui stesso descrive dettagliatamente il suo rapporto con Vance come una scelta di vita:

(Van Dine, The Bishop Murder Case)
- John F.-X Markham: Procuratore del distretto della contea di New York. Scapolo (come tutti i principali personaggi maschili delle storie), vive in un appartamento della lower Manhattan. Markham è una persona molto rigida e con scarso senso dell'umorismo e il suo modo di comportarsi molto serio finisce spesso per provocare delle amichevoli beffe nei suoi confronti da parte dell'eccentrico Vance. Van Dine così descrive il contrasto tra le due personalità:

(Van Dine, The Greene Murder Case)
- Ernest Heath: sergente della squadra omicidi del dipartimento di polizia di New York. È burbero, povero di immaginazione, spesso in lotta con la grammatica inglese, e anche lui poco incline allo scherzo quando ha a che fare con i sospetti dei casi di omicidio (talvolta propone a Markham che potrebbe "lavorarsi" alcuni di loro per ottenere delle confessioni). Lui e Vance, anche se molto diversi sotto vari aspetti, si rispettano reciprocamente quando lavorano insieme. Sembra che dorma molto poco ed è sveglio a qualsiasi ora a lavorare sui casi.
- Dr. Emanuel Doremus: Medico legale di New York. Un ometto vanitoso che indossa la bombetta e si lamenta sempre (in maniera scherzosa) per essere stato chiamato ad esaminare un cadavere proprio nel momento in cui stava per sedersi a tavola o era altrimenti occupato.
- Currie:"...un bravissimo domestico inglese che per Vance fungeva da coppiere, valletto, maggiordomo e, occasionalmente, da ottimo cuoco." (La strana morte del signor Benson).

Altri personaggi che appaiono di frequente sono Francis Swacker, il segretario di Markham, e Guilfoyle, Hennessey, Snitkin, e Burke, tutti investigatori sotto la guida di Heath alla squadra omicidi.

## Le critiche al personaggio di Vance e ai romanzi
Il personaggio di Philo Vance, come ritratto nei romanzi, potrebbe sembrare a molti lettori contemporanei altezzoso, dai modi disgustosamente affettati e profondamente irritante. Venne percepito allo stesso modo anche da alcuni suoi contemporanei. Quando Vance era al massimo della popolarità il poeta satirico Ogden Nash scrisse:
Needs a kick in the pance.»
ha bisogno di un calcio nel sedere.»
(Ogden Nash)
Il celebre autore di romanzi noir Raymond Chandler, nel suo saggio La semplice arte del delitto si riferisce a Vance come a "il personaggio più stupido della letteratura gialla".
Julian Symons, nella sua storia della letteratura gialla, Bloody Murder, dice:
(Julian Symons, Bloody Murder)
In A Catalogue of Crime di Jacques Barzun e Wendell Hertig Taylor gli autori criticano "le note a piè di pagina fasulle, il fasullo accento inglese di Philo Vance, e la generale apatia del sistema di investigazione in tutti questi libri..." in tutti i romanzi di Vance. Il saggio recensisce solo sette dei dodici romanzi, stroncandoli tutti tranne il primo e l'ultimo: La strana morte del signor Benson che definisce "Il primo e migliore" e L'ultima avventura di Philo Vance del quale dice "Di fatto questo libretto è piacevole da leggersi".
Le critiche ai difetti del personaggio hanno a volte fatto passare in secondo piano il significato delle storie e la loro importanza per lo sviluppo del romanzo poliziesco negli Stati Uniti. Sia per la loro enorme popolarità, sia per le innovazioni da essi introdotte, S.S. Van Dine con Philo Vance è stato il capostipite di una vera e propria scuola letteraria, influenzando molti scrittori, tra i quali il primo e il più importante è Ellery Queen. 
(Francis M. Nevins, Royal Bloodline; Ellery Queen, author and detective )

## Film
Dalla fine degli anni venti alla fine degli anni quaranta furono realizzati vari film su Philo Vance, alcuni fedeli alla loro fonte letteraria, altri molto meno. Tra i vari attori che lo hanno impersonato sullo schermo William Powell, Warren William e Basil Rathbone, che avevano tutti riscosso grande successo recitando altri ruoli di detective. Il film The Canary Murder Case è rimasto celebre per la disputa contrattuale che contribuì ad affossare definitivamente la carriera della leggendaria diva del muto Louise Brooks.
I romanzi di Philo Vance si prestavano particolarmente per un adattamento cinematografico, nel quale gli aspetti più artificiosi e sgradevoli del personaggio potevano essere attenuati dando più attenzione al dipanarsi dell'intreccio e della trama. Questa la lista dei film realizzati:
- The Canary Murder Case (1929) con William Powell nella parte di Philo Vance.
- The Greene Murder Case (1929) con William Powell nella parte di Philo Vance.
- The Benson Murder Case (1930) con William Powell nella parte di Philo Vance.
- L'enigma dell'alfiere nero (The Bishop Murder Case) (1930) con Basil Rathbone nella parte di Philo Vance.
- Il pugnale cinese (The Kennel Murder Case) (1933) con William Powell nella parte di Philo Vance.
- The Dragon Murder Case (1934) con Warren William nella parte di Philo Vance.
- The Casino Murder Case (1935) con Paul Lukas nella parte di Philo Vance.
- La volontà occulta (The Garden Murder Case) (1936) con Edmund Lowe nella parte di Philo Vance.
- The Scarab Murder Case (1936) con Wilfrid Hyde-White nella parte di Philo Vance. (Solo testimonianze indirette: non esistono più copie di questa produzione britannica.)
- Night of Mystery (1937) (basato su The Greene Murder Case) con Grant Richards nella parte di Philo Vance. (Solo testimonianze indirette, non esistono più copie di questa produzione.)
- The Gracie Allen Murder Case (1939) con Warren William nella parte di Philo Vance.
- Calling Philo Vance (1940) (molto liberamente ispirato a The Kennel Murder Case) con James Stephenson nella parte di Philo Vance.
- Philo Vance Returns (1947) con William Wright nella parte di Philo Vance.
- Philo Vance's Gamble (1947) con Alan Curtis nella parte di Philo Vance.
- Philo Vance's Secret Mission (1947) con Alan Curtis nella parte di Philo Vance.

Le trame degli ultimi tre film non hanno alcuna relazione con quella dei romanzi e in effetti anche il protagonista si discosta molto dal Philo Vance letterario.

## Radio
Sono state realizzate tre serie radiofoniche con Philo Vance come protagonista. La prima, del 1945, fu interpretata da José Ferrer. Una riedizione, andata in onda nell'estate del 1946 vide John Emery nel ruolo di Vance. La serie più famosa (nonché quella di cui sono giunte fino a noi le registrazioni della maggior parte degli episodi) fu trasmessa dal 1948 al 1950 e vide l'interpretazione di Jackson Beck.

## Televisione
In Italia, nel 1974, è stata realizzata una miniserie televisiva intitolata Philo Vance, sceneggiata da Biagio Proietti e Belisario Randone, diretta da Marco Leto e interpretata da Giorgio Albertazzi nei panni dell'investigatore gentiluomo e Tino Bianchi come comprimario. La serie si compone di tre episodi suddivisi in due puntate ciascuno basati sui primi tre romanzi di Van Dine. La trama è piuttosto fedele all'originale.